# Store Lenangstind
Store Lenangstind, ou Store Lenangstinden, est une montagne située dans la commune de Lyngen, dans le comté de Troms, en Norvège. Elle fait partie de la chaîne de montagnes des Alpes de Lyngen et se trouve à environ 15,5 kilomètres au nord-ouest du village de Lyngseidet, juste à l'ouest du fjord de Lyngen. Le glacier Strupbreen (en) se trouve le long du côté sud-est de la montagne.

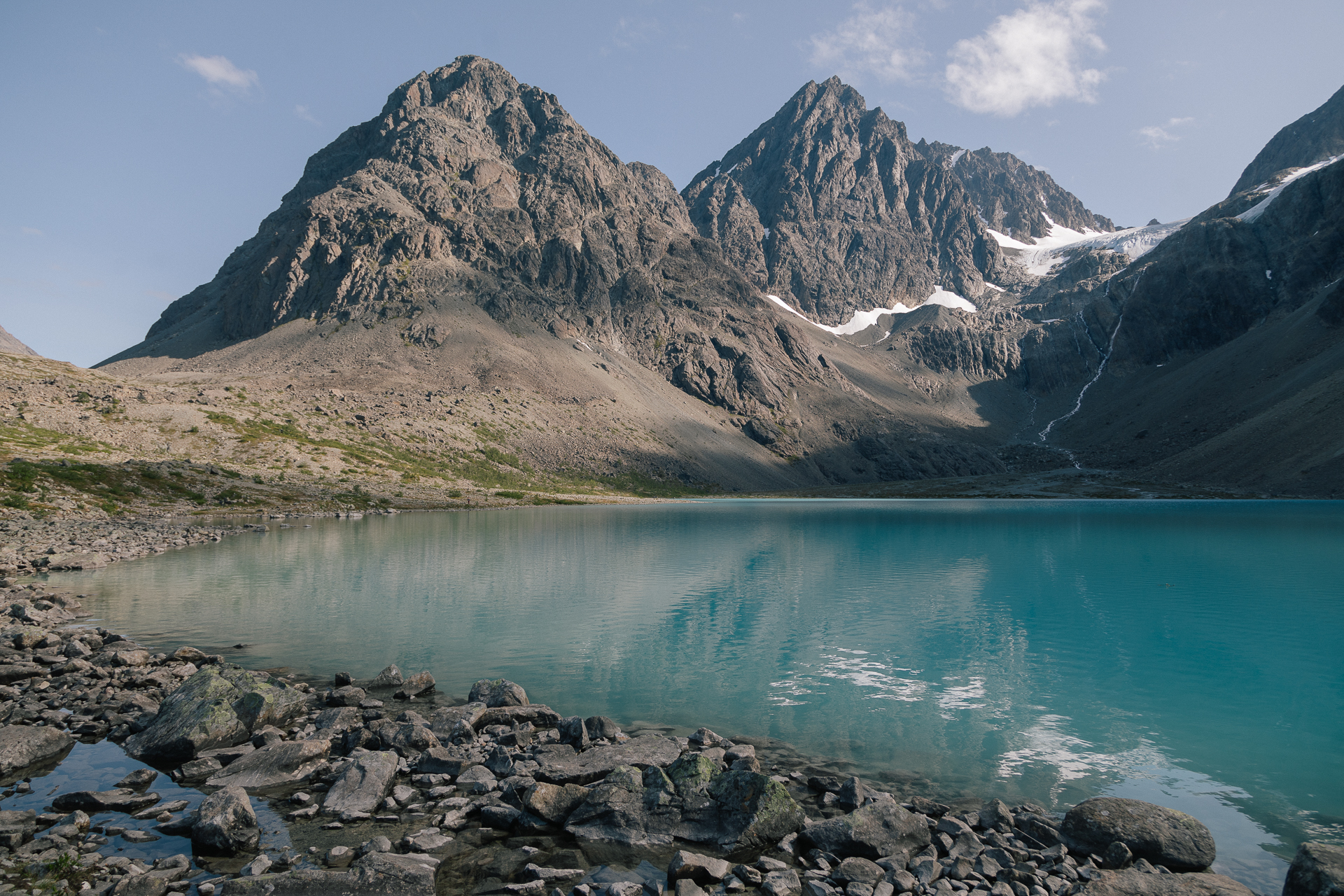
Lac Blåvatnet, Store Lenangstind et glaciers Lenangsbreene.